# Liste des évêques de Brentwood
L'évêque de Brentwood est le titulaire du diocèse de Brentwood au sein de l'Église catholique en Angleterre et au pays de Galles. Le diocèse a été érigé en 1917, à partir du territoire de l'archidiocèse de Westminster. Depuis 2014, l'évêque actuel est le septième à exercer cette fonction. Le diocèse fait partie de la province ecclésiastique de Westminster qui en compte quatre autres : Est Anglie, Northampton, Nottingham et Westminster.
| Évêques de Brentwood | Évêques de Brentwood           | Évêques de Brentwood                        |
| -------------------- | ------------------------------ | ------------------------------------------- |
| 1917-20              | Arthur Doubleday               |                                             |
| 1920-51              | Bernard Ward                   |                                             |
| 1951-55              | George Beck                    | Nommé en 1955 évêque de Salford             |
| 1955-69              | Bernard Wall                   |                                             |
| 1969-79              | Patrick Casey                  | Auparavant évêque auxiliaire de Westminster |
| 1980-2014            | Thomas McMahon                 |                                             |
| 2014-                | Alan Stephen Williams (en) S.M | Depuis le 14 avril                          |

## Source
- (en) Fiche du diocèse de Brentwood sur Catholic Hierarchy